# Ibon Ajuria
Ibon Ajuria Gordón es un ex ciclista profesional español. Nació en Izurtza (Vizcaya) el 9 de agosto de 1971. Fue profesional desde 1994 hasta 1999, siempre en el equipo Euskadi, que posteriormente pasó a llamarse Euskaltel-Euskadi.
Su mayor éxito como profesional fue la segunda posición conseguida en la cuarta etapa de la Bicicleta Vasca de 1996, con final en Abadiano, solo por detrás del italiano Alberto Elli.

## Palmarés
No logró victorias como profesional.

## Resultados en Grandes Vueltas y Campeonato del Mundo
Durante su carrera deportiva ha conseguido los siguientes puestos en las Grandes Vueltas y en los Campeonatos del Mundo en carretera:
| Carrera         | 1994 | 1995 | 1996 | 1997 | 1998 | 1999 |
| --------------- | ---- | ---- | ---- | ---- | ---- | ---- |
| Giro de Italia  | -    | -    | -    | -    | -    | -    |
| Tour de Francia | -    | -    | -    | -    | -    | -    |
| Vuelta a España | -    | 83.º | -    | 27.º | -    | -    |
| Mundial en ruta | -    | -    | -    | -    | -    | -    |

-: No participa

Ab.: Abandono

## Equipos
- Euskadi (1994-1997)
- Euskaltel-Euskadi (1998-1999)